# Edward Leach
Edward Pemberton Leach (Contea di Londonderry, 2 aprile 1847 – Cadenabbia, 27 aprile 1913) è stato un generale irlandese.

## Biografia
Nacque nella contea di Londonderry, in Irlanda, e studiò alla Highgate School, in Inghilterra.

## Carriera
Nel 1866 entrò a far parte del Royal Engineers. Nel 1878 venne promosso a capitano del Bengal Sappers and Miners, durante la Seconda guerra anglo-afghana.
Nel 1885 venne nominato comandante. Nel 1899 è stato responsabile comandante generale di Belfast, dove fondò un campo di addestramento. Comandò la 9th (Scottish) Division (1902-1905) e poi Scottish Command (1905-1909) prima di ritirarsi nel 1912.

## Morte
Morì il 27 aprile 1913 a Cadenabbia.